# Mazagão (gemeente)
Mazagão is een gemeente in de Braziliaanse deelstaat Amapá. De gemeente telt 20.387 inwoners (schatting 2017).

## Geografie

### Hydrografie
De plaats ligt aan een aftakking van de rivier de Vila Nova die beide uitmonden in de rivier de Amazone. Deze rivieren omringen het eiland Ilha Periquitos dat tegenover de stad ligt. De rivieren de Ajuruxi, Cajari, Igarapé Ajuruxi, Maracá-Pucu en Mazagão monden uit in de Amazone. De rivier de Camaipi do Vila Nova komt uit in de rivier de Vila Nova.

### Aangrenzende gemeenten
De gemeente grenst aan Laranjal do Jari, Pedra Branca do Amapari, Porto Grande, Santana en Vitória do Jari.
Aan de andere oever van de Amazone rivier grenst de gemeente aan de delta eilanden rond het eiland Marajó met de gemeente Afuá (PA) en Gurupá (PA).

### Beschermde gebieden

#### Inheems gebied
- Terra Indígena Waiãpi - bewoond door de Wayampi[2]

#### Bosgebied
- Reserva Extrativista do Rio Cajari

## Verkeer en vervoer

### Wegen
Mazagão is via de hoofdweg AP-440 (AP-010 en AP-020) verbonden met Santana en Macapá, de hoofdstad van de staat Amapá. De AP-010 verbindt de stad ook met Mazagão Velho binnen de gemeente. In het noordwesten van de gemeente ligt een traject van de hoofdweg BR-156, die via de AP-020 verbonden is.